# Ponikwa (województwo mazowieckie)
Ponikwa – wieś sołecka w Polsce położona w województwie mazowieckim, w powiecie kozienickim, w gminie Garbatka-Letnisko. Leży przy drodze wojewódzkiej nr 691.
W latach 1975–1998 miejscowość położona była w województwie radomskim.
Wierni kościoła rzymskokatolickiego należą do parafii Nawiedzenia Najświętszej Maryi Panny w Garbatce.